# Henry C. Lytton & Co.
Henry C. Lytton & Co., bijgenaamd The Hub and Lytton's, was een warenhuisketen met het hoofdkantoor in Chicago, Illinois, Verenigde Staten. De eerste winkel werd in 1887 geopend aan State Street en de laatste winkel sloot in 1986.

## Geschiedenis

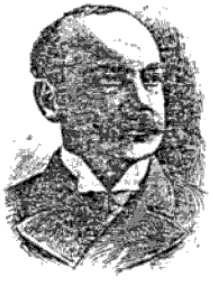
Henry Charles Lytton

Henry Charles Lytton opende eerst een winkel in Ionia, Michigan, maar deze bleek niet winstgevend. Latere uitstapjes naar Grand Rapids, Michigan en Indianapolis, Indiana gaven Lytton genoeg kapitaal om een winkel te openen in de wijk Loop in Chicago. De winkel, die hij The Hub noemde, werd in 1887 geopend op de hoek van Jackson Street en State Street in het Otis Building. De winkel was gespecialiseerd in massaal geproduceerde herenkleding, een zeldzaamheid in die tijd.
In 1913 verhuisde de winkel naar een nieuwe wolkenkrabber van achttien verdiepingen aan de overkant van de straat, bekend als de Lytton Store Building. The Hub was ontworpen door Marshall & Fox en The Hub maakte gebruik van de onderste acht verdiepingen en beide kelders. Daarna begon de winkel met de verkoop van sportartikelen. Lytton ging in 1917 met pensioen, waarna zijn zoon George het bedrijf overnam. Henry werd in 1933 weer hoofd van het bedrijf toen George overleed. In 1934 opende Lytton een winkel op de wereldtentoonstelling Century of Progress.  Eind jaren 1930 had The Hub vestigingen in Evanston (Illinois), Oak Park (Illinois) en Gary (Indiana). Het bedrijf had een brutowinst van $ 19 miljoen in 1946. Datzelfde jaar werd de bedrijfsnaam officieel gewijzigd in Henry C. Lytton & Co. ter ere van Lyttons 100e geboortedag. Lytton bleef president tot aan zijn dood in 1949 op 102-jarige leeftijd. 
De keten werd in 1983 gekocht door Thomas Raffery, voormalig hoofd van Venture Stores, en Matthew Kallman, voormalig directeur van Stix Baer & Fuller. Het bedrijf, dat toen uit twaalf winkels bestond, ging in maart van het daaropvolgende jaar failliet. Negen van haar vestigingen werden vervolgens opgeheven om geld in te zamelen voor het behoud van de vlaggenschipwinkel aan State Street.  Het bedrijf ging in 1986 failliet. Wieboldt's, een andere warenhuisketen uit Chicago, kocht de naam van Lytton's en de resterende inventaris. Ze hadden het plan om Lytton's opnieuw te starten, maar dat is nooit gebeurd omdat Wieboldt's ook failliet ging en in 1987 de deuren sloot. Het winkelpand is nu eigendom van en wordt gebruikt door DePaul University en maakt deel uit van het Loop Retail Historic District.